# Villers-en-Arthies
Villers-en-Arthies egy község Franciaországban. Lakosainak száma 487 fő (2022. január 1.).

## Földrajza
Villers-en-Arthies Chaussy, Aincourt, Chérence, Genainville, Maudétour-en-Vexin, Saint-Cyr-en-Arthies, Vétheuil és Vienne-en-Arthies községekkel határos.